# Journal of the American Mathematical Society
La  Revista de la Sociedad Matemática Estadounidense (nombre original en inglés, Journal of the American Mathematical Society, abreviado como JAMS), es una revista científica trimestral publicada por la American Mathematical Society (AMS). Fundada en enero de 1988, acepta artículos de investigación de todas las áreas de la matemática pura y aplicada, que se someten a revisión por pares.

## Contenido
La revista es trimestral (4 números por año). Cada número tiene aproximadamente 300 páginas, lo que hace un total de aproximadamente 1200 páginas por año (1208 páginas en 2016). Los artículos son de libre acceso a partir de cinco años después de su publicación.

## Resumen e indexación
Esta revista está resumida e indexada en:
- Mathematical Reviews
- Zentralblatt MATH
- Science Citation Index Expanded
- Servicios de alerta ISI
- Índice de citas de CompuMath
- Current Contents/Ciencias Físicas, Químicas y de la Tierra.

Según el Journal Citation Reports, la revista tiene un factor de impacto en  al año 2020 de 5.318, ubicándose en el segundo lugar entre 330 revistas en la categoría "Matemáticas".